# Zombor
Zombor (ungarisch Zobor – älter auch Zombor) ist eine Gemeinde im Okres Veľký Krtíš zirka 22 Kilometer südöstlich des Hauptortes Veľký Krtíš am Rand der Talbeckens der Ipeľ im Süden der Slowakei, nahe der Grenze zu Ungarn.
Der Ort wurde 1327 als Zobor zum ersten Mal urkundlich erwähnt. In älteren Dokumenten heißt er Zobor/Zubor/Zubur; der Name ist vom slowakischen Wort „zub(o)r“ (altslawisch etwa „zombr“) für Wisent abgeleitet.
Bis 1918 gehörte die Gemeinde zum Königreich Ungarn und kam dann zur neu entstandenen Tschechoslowakei. Durch den Ersten Wiener Schiedsspruch kam sie von 1938 bis 1945 kurzzeitig wieder zu Ungarn.
Die Bevölkerung lebt hauptsächlich von der Landwirtschaft, Viehzucht und Weinbau und besteht überwiegend aus Slowaken; es gibt eine kleine ungarische Minderheit (2001 zirka 5 %).
Im Ort gibt es eine klassizistische Kirche, die 1841–1845 erbaut wurde, daneben noch einige Häuser in volkstümlicher Bauweise aus dem Ende des 19. und Anfang des 20. Jahrhunderts sowie ein Kulturhaus von 1963.

## Bevölkerung
| Jahr                | 1994 | 2004    | 2014     | 2024    |
| ------------------- | ---- | ------- | -------- | ------- |
| Anzahl der Personen | 93   | 99      | 149      | 144     |
| Unterschied         |      | +6,45 % | +50,50 % | −3,35 % |

| Jahr                | 2023 | 2024    |
| ------------------- | ---- | ------- |
| Anzahl der Personen | 147  | 144     |
| Unterschied         |      | −2,04 % |